# なんばパークス

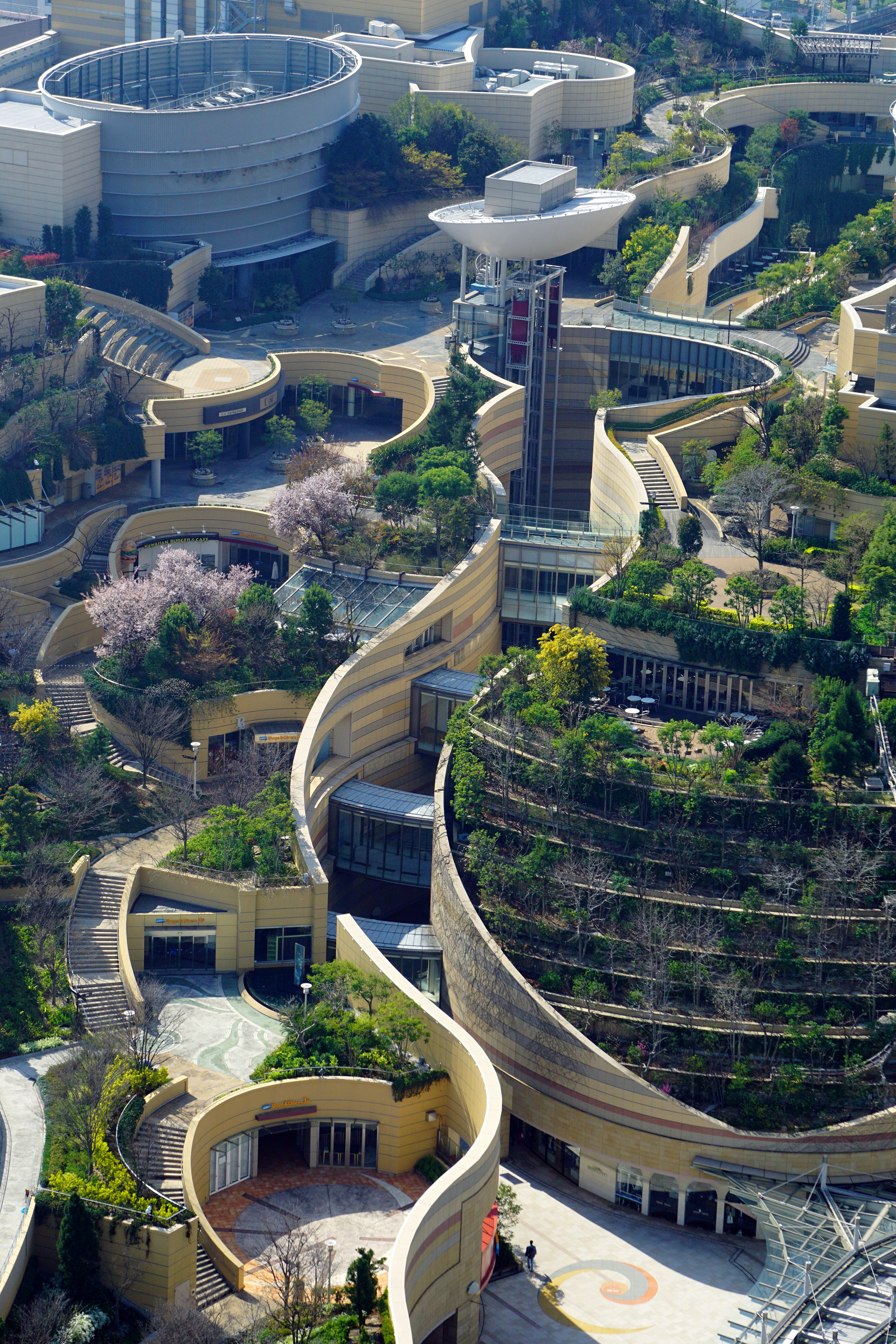
なんばパークス Shops&Diners

なんばパークス (NAMBA PARKS) は、大阪府大阪市浪速区難波中に所在するショッピングセンター（SC）や都市公園などで構成される複合商業施設である。南海電気鉄道（南海）難波駅の南側にあり、難波駅やなんばCITYと直結している。施設全体として、「緑との共存」を大きなテーマとしている。

## 概要
かつてプロ野球球団「南海ホークス（現：福岡ソフトバンクホークス）」の本拠地球場として使用され、1998年に解体された大阪球場の跡地に、南海が「未来都市なにわ新都」をコンセプトとして再開発を実施。2003年10月7日に第1期部分が、2007年4月19日に第2期部分が開業した。なお、2005年4月1日からは南海の完全子会社である「南海都市創造」が営業を行っていたが、同社は2010年10月1日、南海に吸収合併され解散したことから、再び南海による直営となっている。
建物はキャナルシティ博多や六本木ヒルズを手がけたアメリカ人建築家のジョン・ジャーディの設計。地球上の大峡谷に似せた建物の外観は雄大で、壁面は壮大な時間と地層を模している。第1期、第2期エリアを含めて彼の建築作品は完成となる。2014年にアメリカCNNの「世界で最も美しい空中庭園トップ10」に選出された。
イメージソング「Loving Life」を手がけるなど、葉加瀬太郎がイメージング・プロデューサーとして参加している。また、南海グループが髙島屋と共同で行っている難波地区のPRキャンペーン「Lov↑ng NAMBA」（ラヴィング・ナンバ）の現在のマークも彼の手による。

## 歴史

### 前史

#### 難波御蔵
1732年に享保の大飢饉が起こると、江戸幕府が西成郡難波村に災害救援用の米蔵を設置。天領から運上された米を貯蔵する幕府直轄の米蔵であることから、難波御蔵（なんばおくら）と呼ばれた。翌1733年には窮民対策も兼ねて、道頓堀川から御蔵前に至る難波入堀川（難波新川）が開削された。1752年には難波御蔵の東方に天王寺御蔵（高津新地御蔵）も設置されたが、多湿で米の傷みが早いため、1791年に難波御蔵へ統合されている。新御蔵が増築されて規模が倍増した広大な難波御蔵は、浪華名所の一つになっていた。

#### 大阪地方専売局大阪工場
1897年に大蔵省が明治以降使われなくなっていた難波御蔵を解体し、翌1898年には大蔵省専売局による葉煙草の専売開始に合わせて煙草工場を設置。赤煉瓦造りの工場には2000人近い従業員が勤務し、難波駅周辺も急速に市街化したが、1945年の米軍による大阪大空襲で壊滅した。

#### 大阪球場

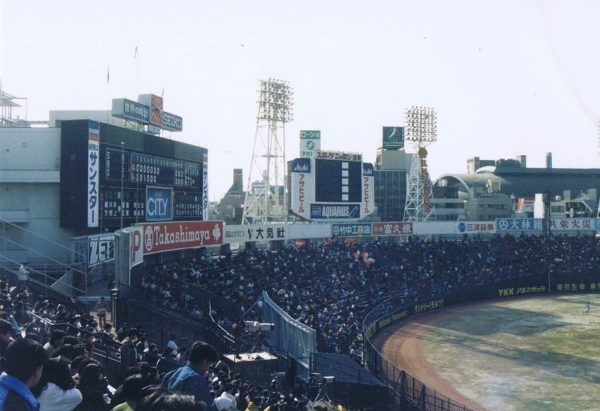
旧大阪球場（1989年）

1950年に南海が煙草工場跡に南海ホークスの本拠地となる大阪球場を設置。1990年まで大阪証券取引所2部上場企業の大阪スタヂアム興業が運営する野球場として使用されたが、その後は住宅展示場などとして利用され、1998年に解体された。

### 沿革
- 1987年 - 南海電気鉄道（南海）・大阪スタヂアム興業・髙島屋・ニッピ・クボタの5社により「難波地区再開発事業研究会」が発足する。
- 1998年11月 - 大阪球場の解体工事を開始する[5]。
- 1999年11月1日 - なんばパークス第1期部分を着工する[6]。
- 2003年10月7日 - 第1期部分が開業する[7]。
  - 第1期部分の開業から1年間の総入場者数は、目標の2,100万人を上回る約2,122万人だった[8][7]。
- 2005年
  - 4月1日 - 営業を、2004年5月10日に南海から分社した南海都市創造に移管する[9]。
  - 6月 - 4月から準備工事に入っていたなんばパークス第2期部分を本格着工する。
  - 10月25日 - 「屋上緑化大賞・国土交通大臣賞」を受賞する。
- 2007年4月19日 - 第2期部分が開業し、全館開業する。
  - 全館の開業から1年間の総入場者数は、目標の2,100万人を大きく上回る約2,920万人、売上高も目標の269億円を上回る約284億円だった[10]。
- 2010年10月1日 - 南海都市創造が南海に吸収合併される[2]。
- 2012年3月8日 - 全館開業から5周年を目前としてリニューアルする。
- 2023年7月1日 - なんばパークス サウスグランドオープン[11]。

## 全体構造

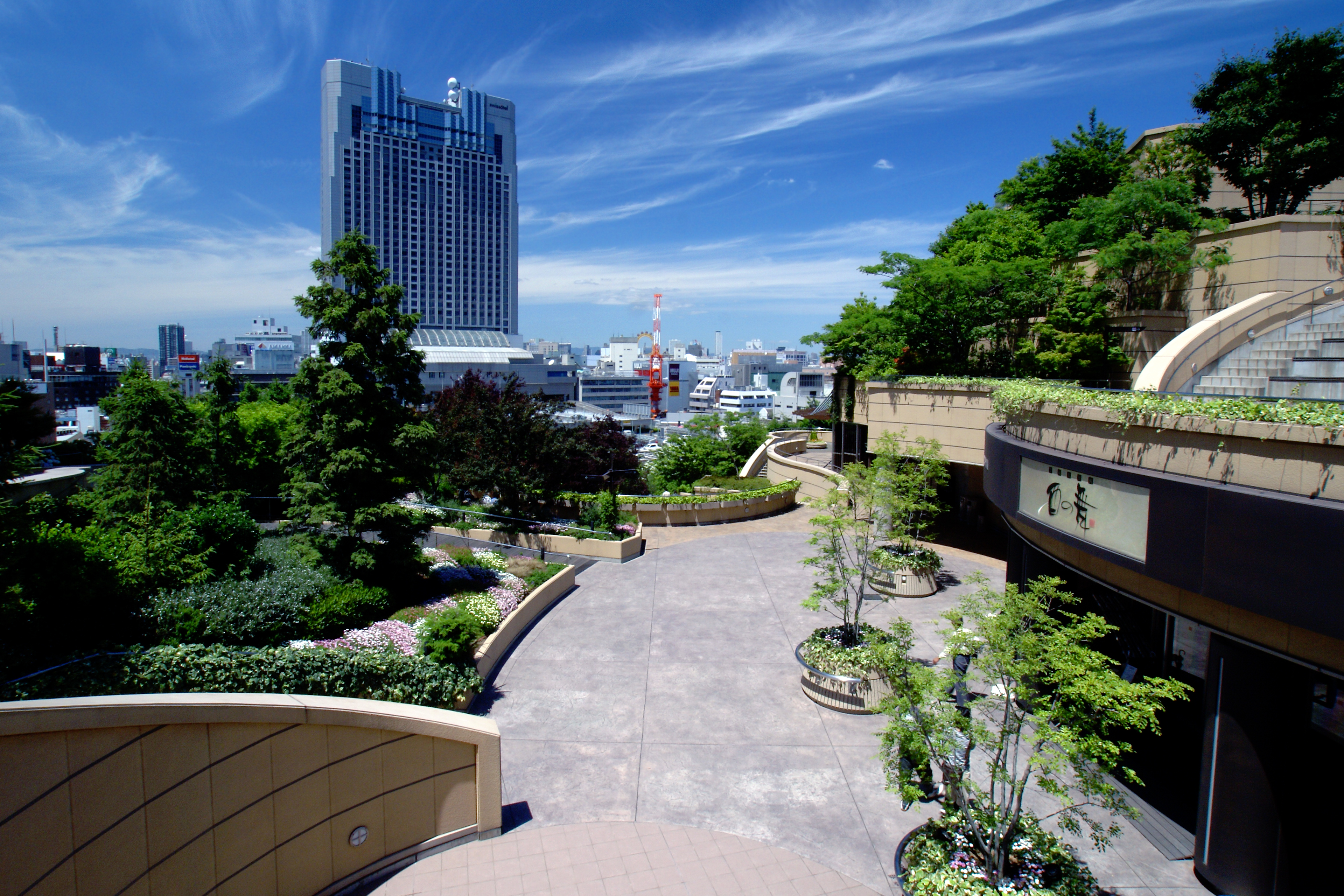
パークスガーデン (7F)

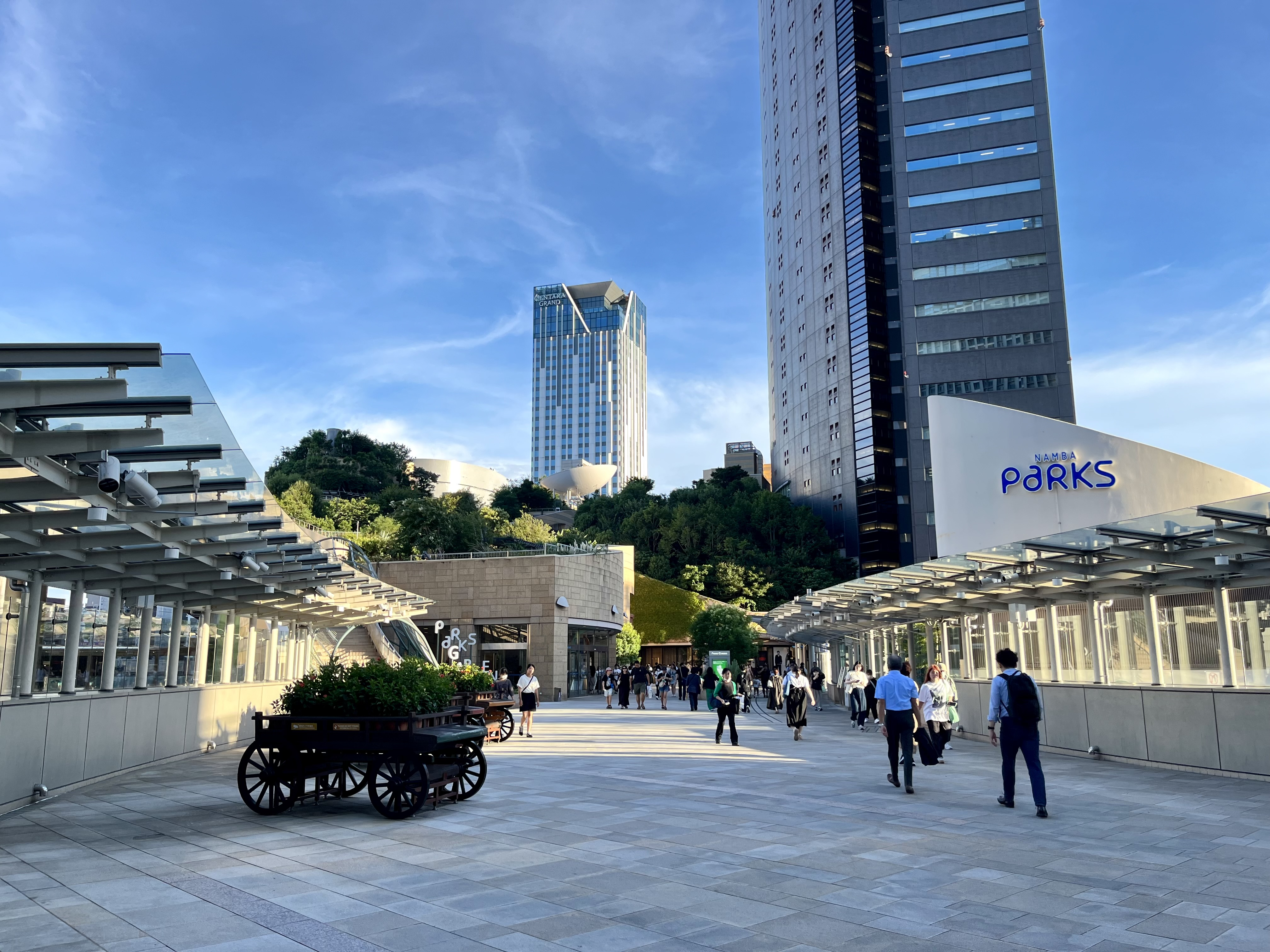
2F南海難波駅との連絡口付近

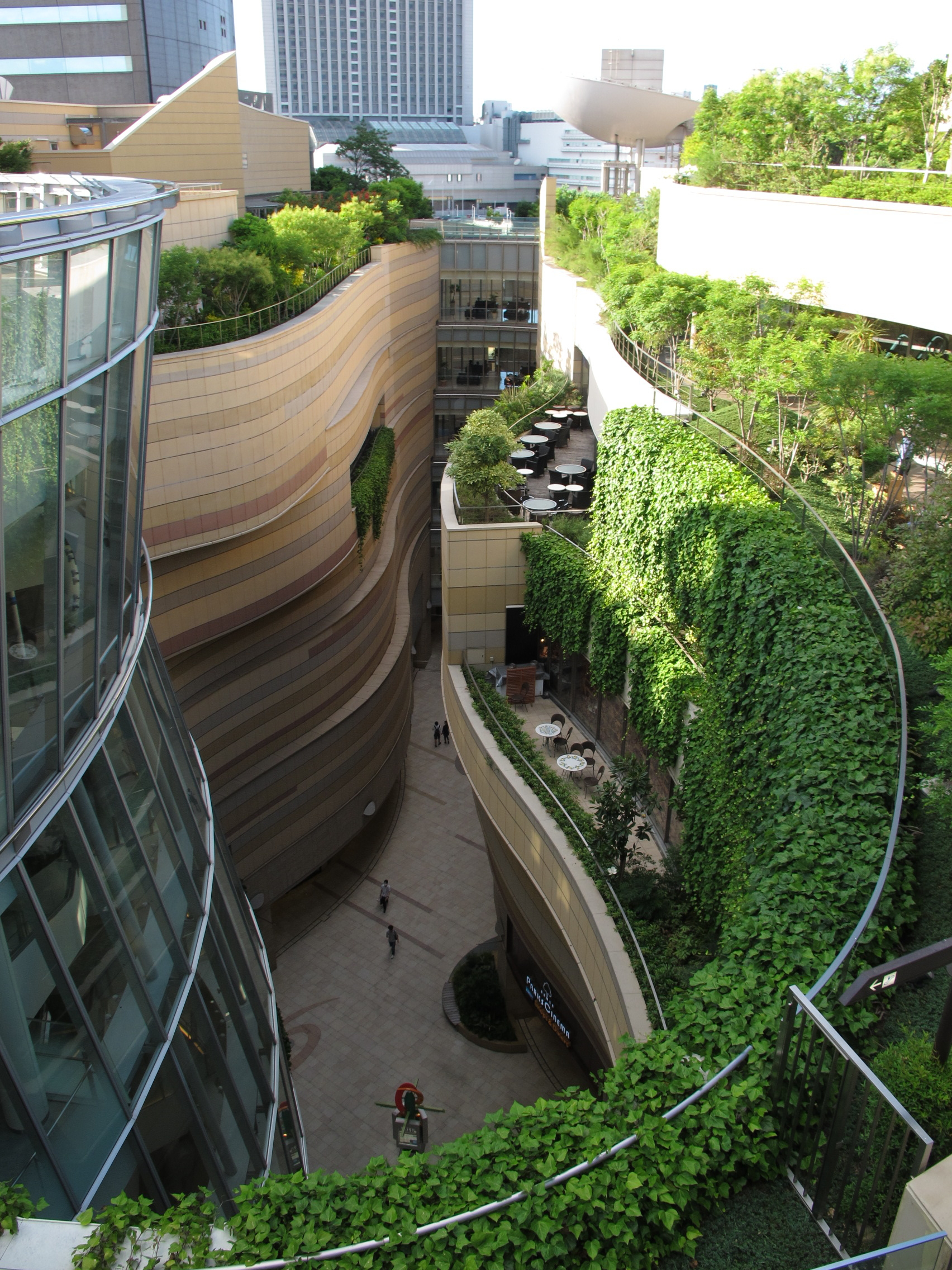
パークスガーデン

施設全体は、大きく分けて「なんばパークス Shops&Diners」（商業棟）、「パークスタワー」（オフィス棟）、ホテル2棟とオフィス（パークス サウス スクエア）の「なんばパークス サウス」の3つにより構成されている。

### なんばパークス Shops&Diners

#### フロア構造
地上10階、地下3階建て。地上部分は段丘状に建てられている。植栽を多用し、屋上部分は「屋上庭園 パークスガーデン」として3階から9階まで緑が広がる1期部分の屋上庭園には、約235種類、約40,000株の植物が植えられている）。パークスガーデンには、南海ホークスに在籍した元選手を始め旧大阪球場にゆかりが深い人物の手形モニュメントが設置されている。
1階部分には、隣接する商業施設「なんばCITY」南館との共同ショッピングモール「なんばカーニバルモール」がある。
2階部分（キャニオンストリート）には、かつて数多くの名勝負がこの場所で生まれたのを記念して、旧大阪球場のホームベースとピッチャープレートの記念プレートが、実際にあった位置からは約30mほど北の位置に埋め込まれている。
2階イベントスペース「キャニオンコート」には、2007年3月に189インチの大型ビジョン「パークスビジョン」（松下電器産業（現：パナソニック）製「LEDアストロビジョンAZ-LE080Fシリーズ」を使用。同シリーズの屋外への設置は国内初）が新設された。
3階から上のフロアには段丘状の屋上公園「パークスガーデン」が設けられている。約7万株の植物の緑が植えられ、都心で自然を楽しめる。なお、ガーデンの第1期部分については、財団法人都市緑化技術開発機構が主催する「第4回 屋上・壁面・特殊緑化技術コンクール」において、2005年10月25日付で「屋上緑化大賞・国土交通大臣賞」を受賞している。
8階部分には「円形劇場」と呼ばれる野外イベントスペースがあり、その右側および観客席の階上には、「アーバンファーム」という貸菜園への出入口が設けられている。なお、2Fキャニオンコートから8F円形劇場に繋がるエレベーターの上には、「パークスムーン」という丸い銀幕があり、イベント情報や、「なんばクリエイターファクトリー」の塾生による動画アートなどを映していたが、2007年3月末に投影用プロジェクターが撤去され、現在は夜間照明が当てられている。

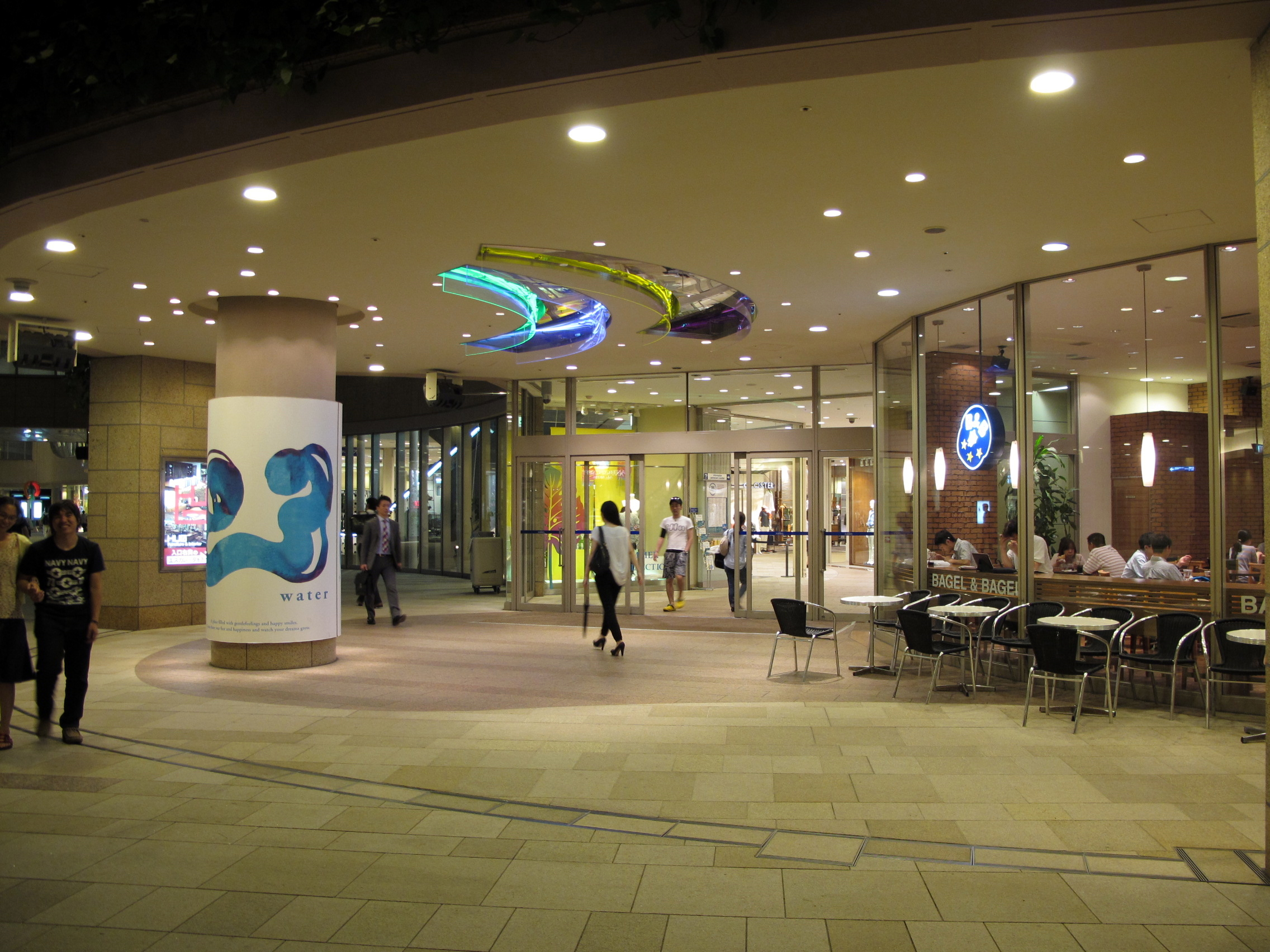
2階
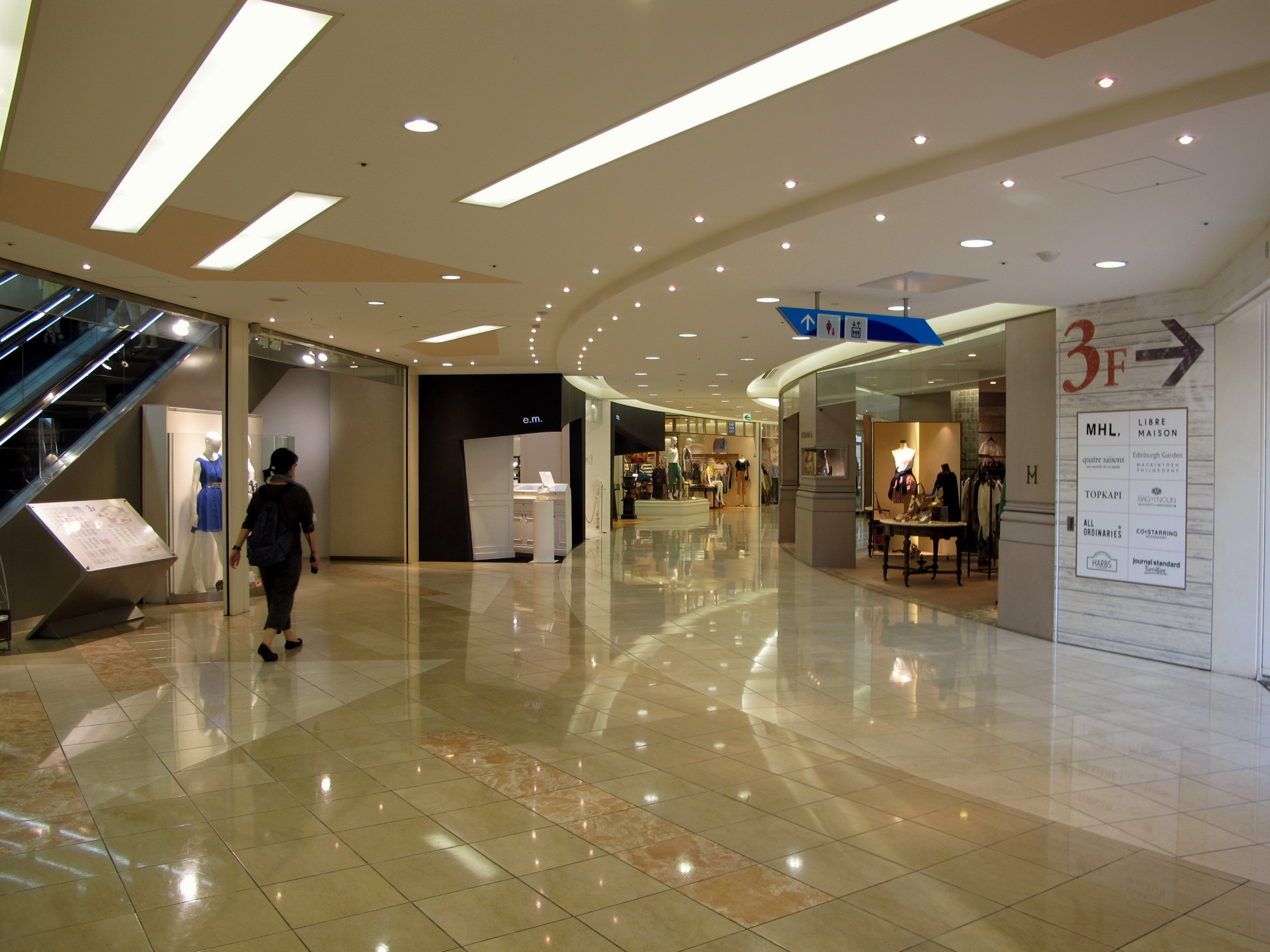
3階
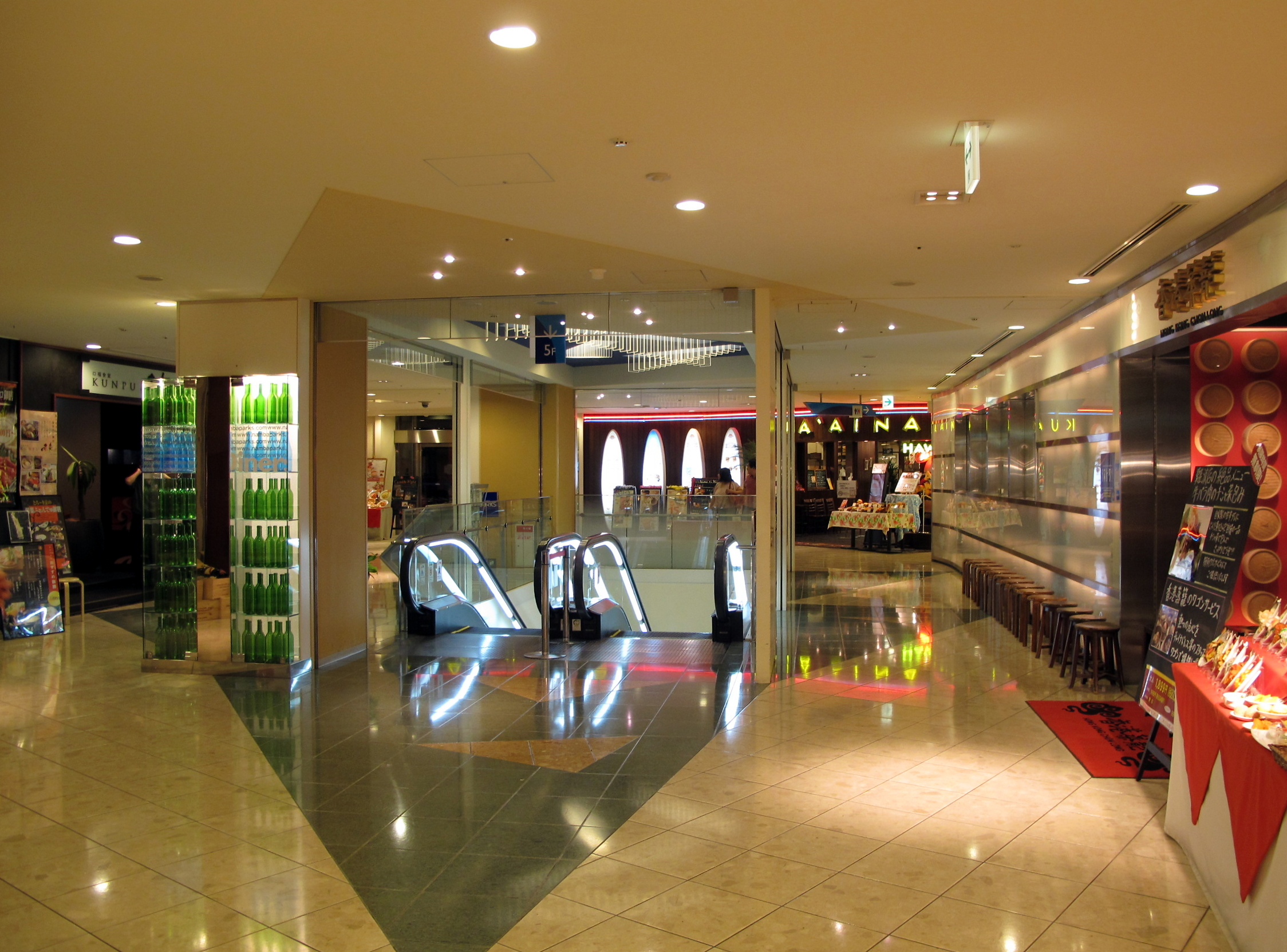
6階
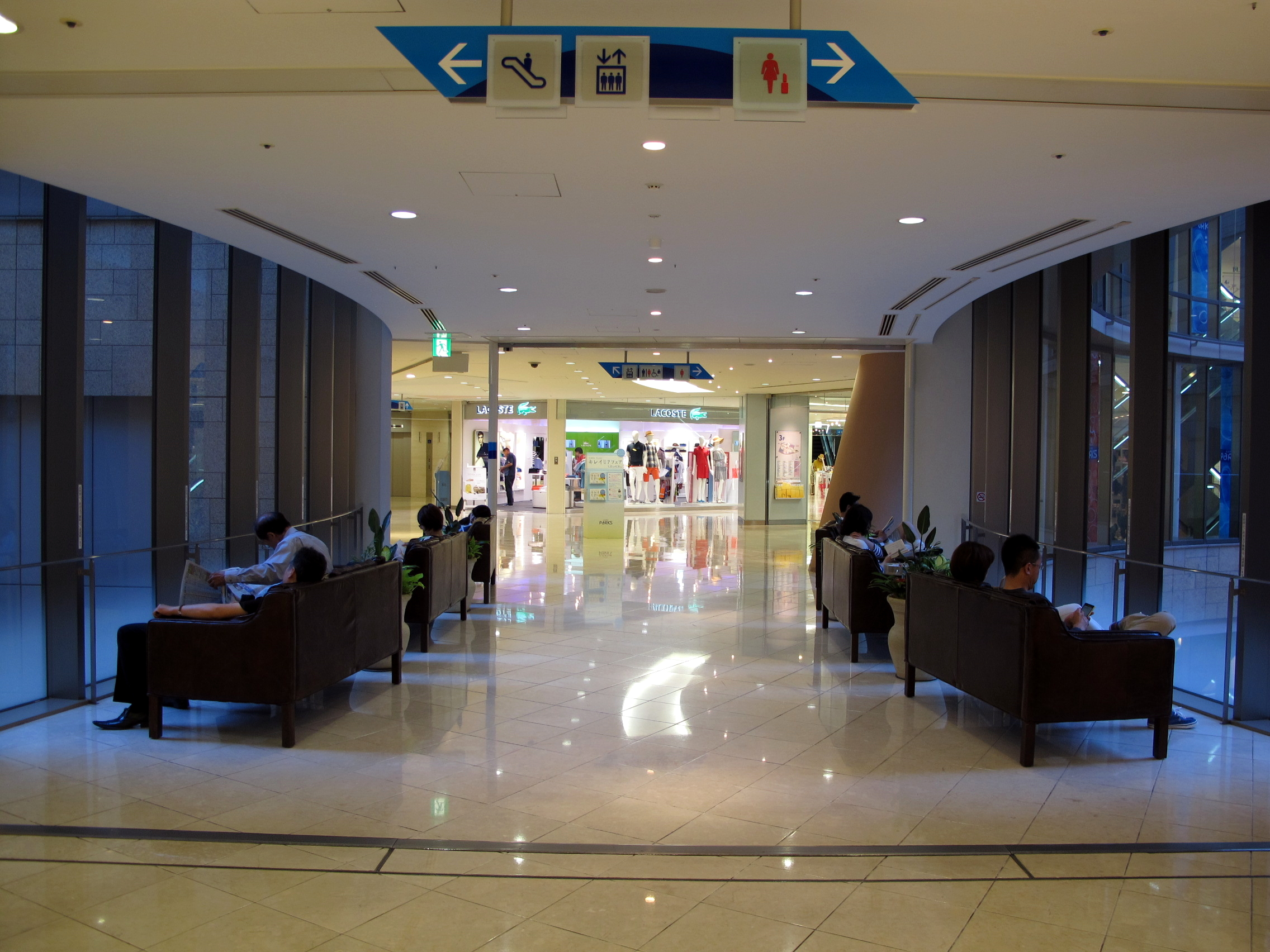
連絡通路
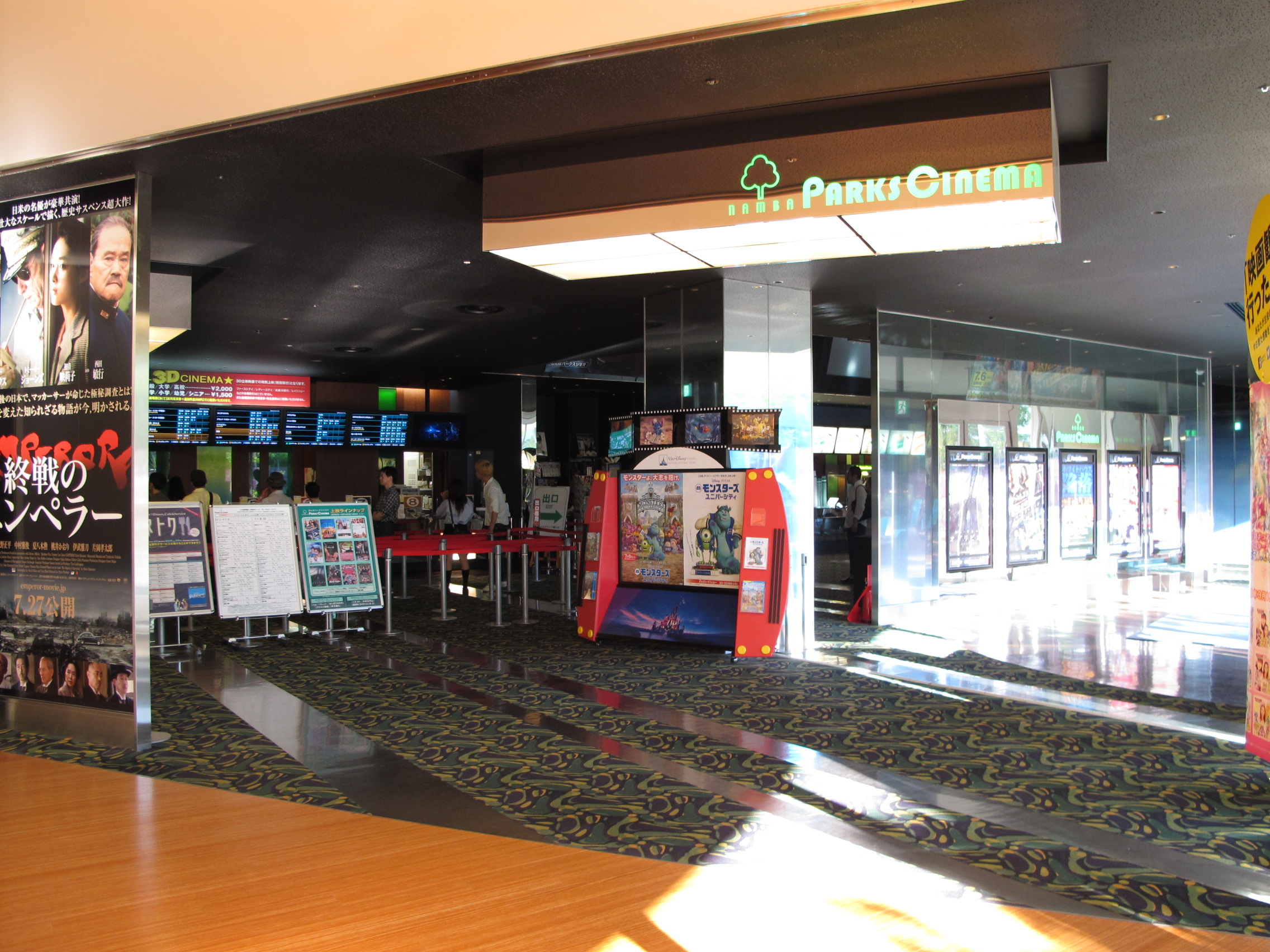
8階の映画館

### 第2期エリアの増築

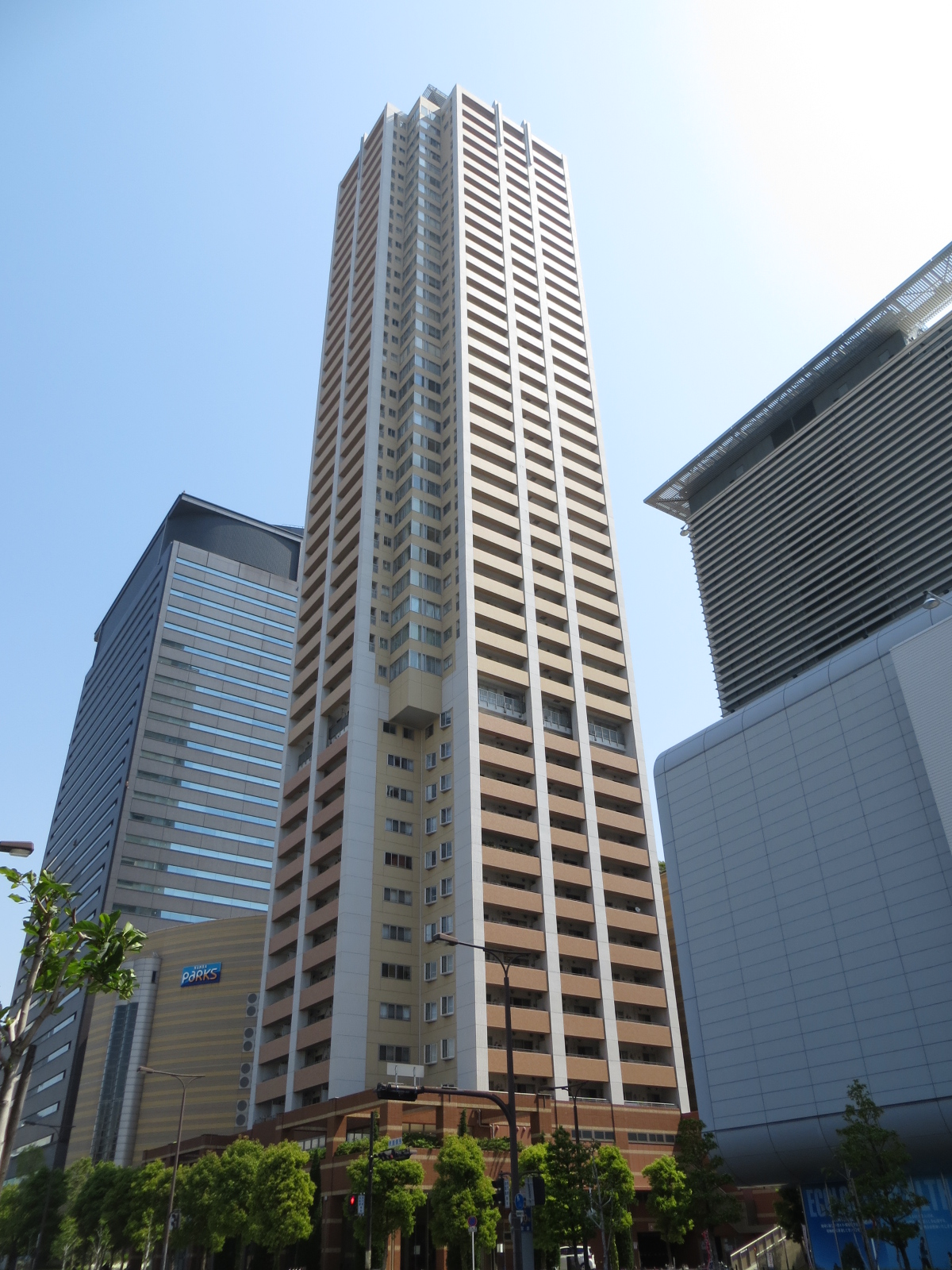
ザ・なんばタワー

2007年4月19日開業のなんばパークス2期エリアには、松竹とティ・ジョイ（東映グループのシネコン運営会社）が共同運営する、大阪市内第2位の規模のシネマコンプレックス（複合映画館）「なんばパークスシネマ」（11スクリーン・2,164席）が核施設として6 - 10階に入居し、さらに、髙島屋が「なんばパークス T-Terrace by TAKASHIMAYA GROUP」という名称で、1 - 3階東側部分（延床面積約7,200平方メートル）において専門店街をプロデュースしている。その他、旭屋書店や日本トイザらスの日本独自業態なども入居している。
2003年10月に開業した第1期の商業棟を南側へ拡張。2期の敷地面積は、11,000平方メートルで一期と合計で33,000平方メートル。投資額は200億円程度。これに併せて「屋上庭園 パークスガーデン」も拡張され、約240種、約30,000株の植物が追加された。これにより、第1期、第2期合計の屋上庭園では、約300種、約70,000株の植物が植えられていることになる。
1 - 5階は物販、6 - 8階は飲食店舗が入居。8、9階には新たに3,500平方メートルの公園が整備され、屋上公園は計11,500平方メートルに拡大した。これらの屋上公園内をガーデン事務局スタッフの案内でゆったりと散策する「パークス・ガーデンガイドツアー」という異色の建物めぐりツアーも設定。
なお、南側に隣接するヤマダデンキLABI1 なんばとは、2Fレベルでペデストリアンデッキによって直通している。
また隣接地に分譲マンション「ザ・なんばタワー 〜タワーレジデンス・イン・なんばパークス〜」がパークス2期と一体で建設されている（分譲販売は終了）。

#### フロアコンセプト
- 9F：都心で自然を楽しめるガーデン
- 8F：高感度な大人のダイニングフロア
- 7F：高感度な大人の飲食フロア
- 6F：一味違うカジュアルレストランフロア
- 5F：大人が自由に心を遊ばせる　ライフスタイルフロア
- 4F：遊び心溢れる大人のためのフロア
- 3F：自然体でおしゃれを楽しむ男女のフロア
- 2F：新生パークスのメインストリートフロア
- 1F：なんばCITYとつながるカーニバルモール

#### 主な入居施設

屋上に設置のモニュメント「天海の輝き」（ジミー大西制作）

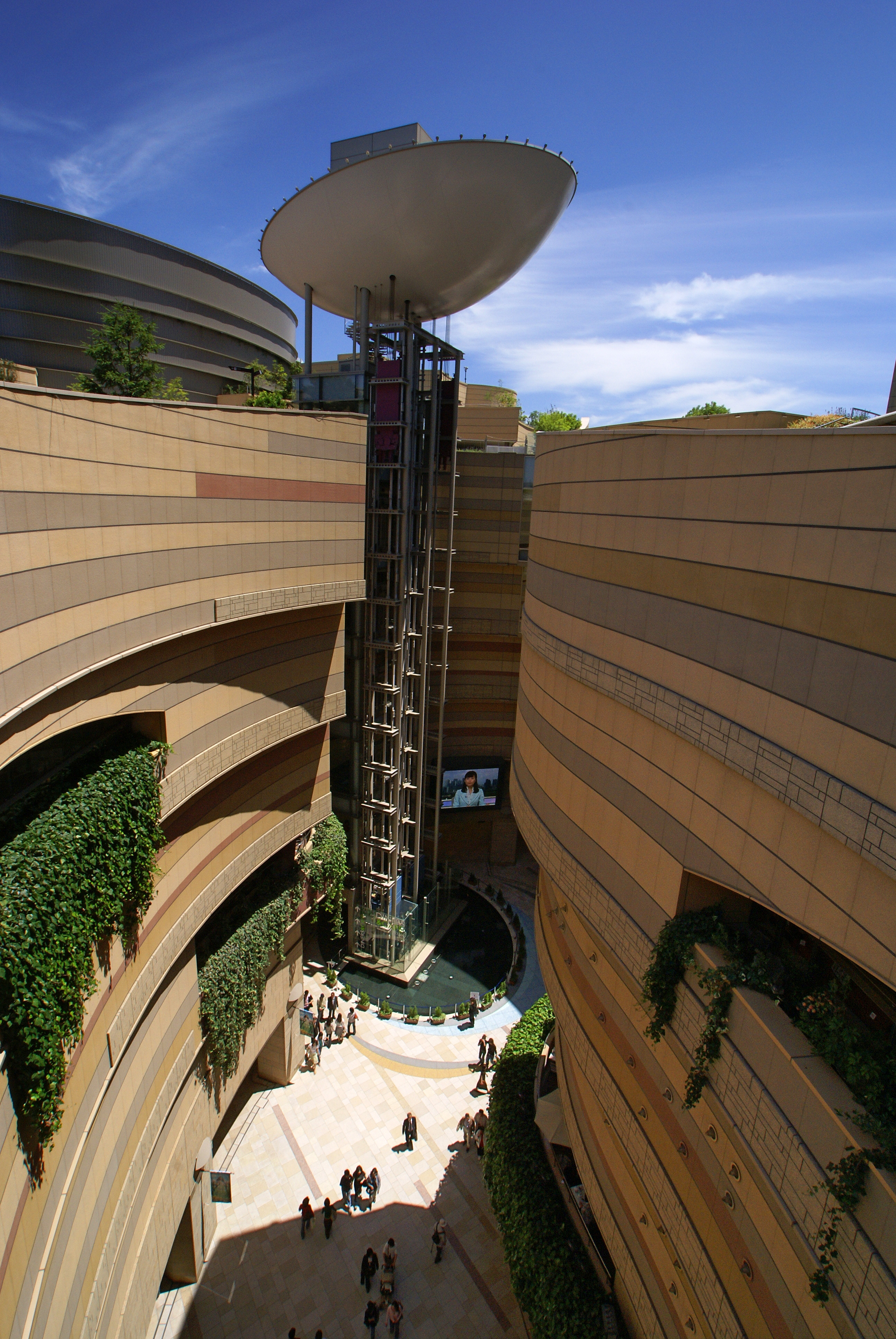
エレベーターホール

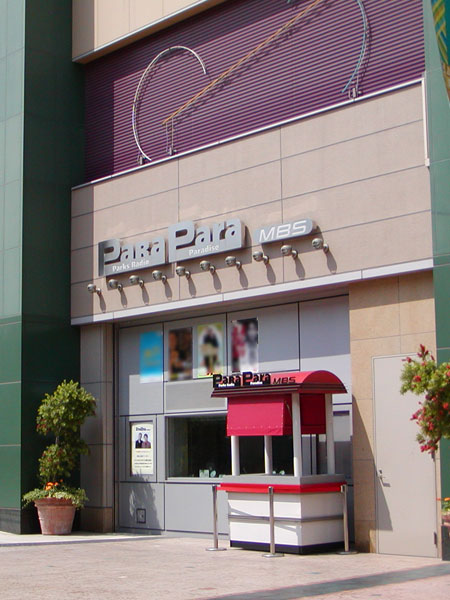
MBSラジオのサテライトスタジオ「パークス・ラジオパラダイス PaRa Para」

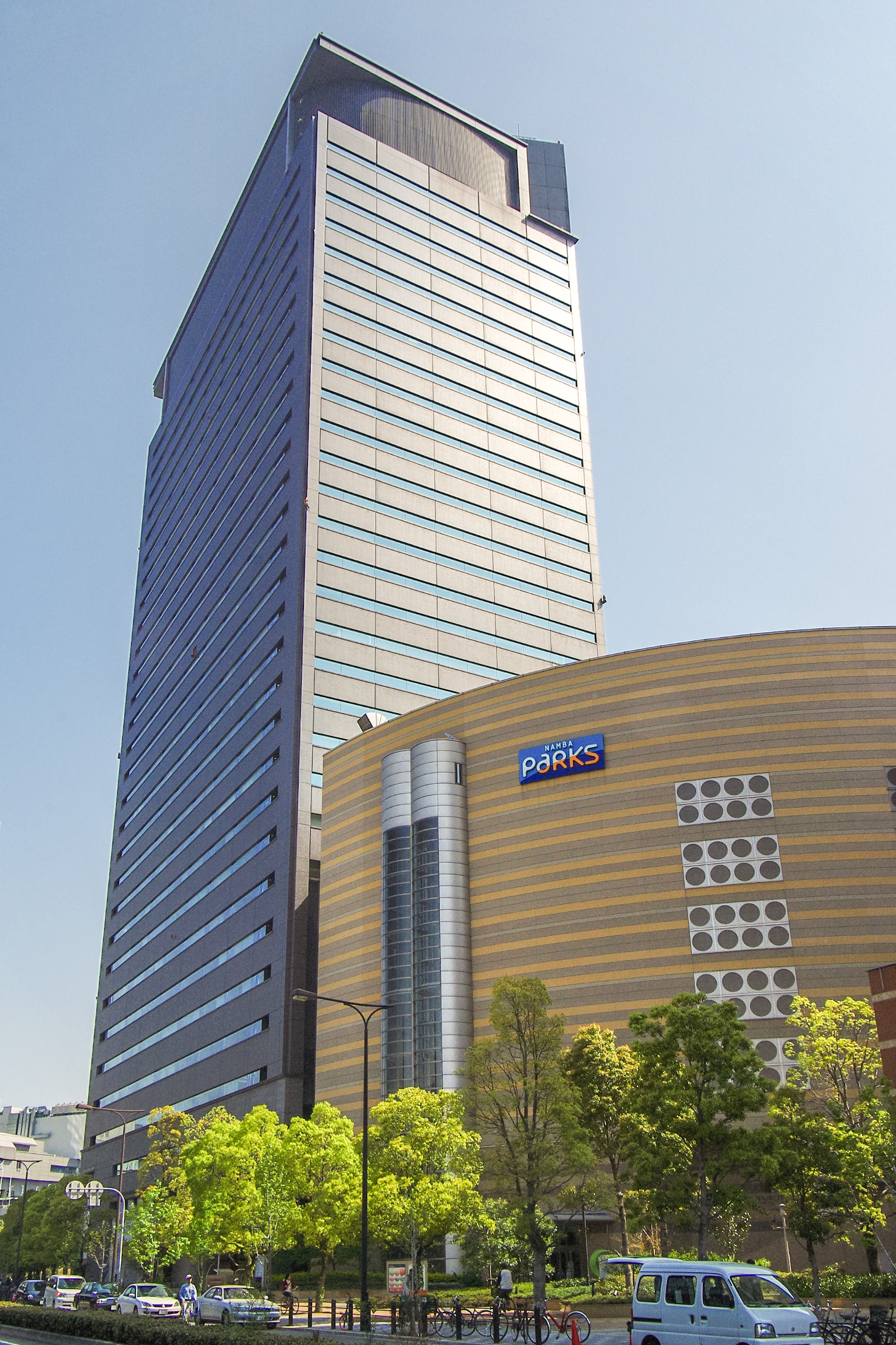
パークスタワー

- 10 - 6F：複合映画館 なんばパークスシネマ
- 9 - 3F：パークスガーデン
- 9F：南海ホークスメモリアルギャラリー[注釈 3]、ステップガーデン、はらっぱ広場、シンボルモニュメント「天海の輝き」（ジミー大西による制作）
- 8F：円形劇場（イベントスペース）
- 8F：ザ・ガーデンコート ブライダルサロン（ブライダルサロン）
- 8F：ソードアート・オンラインカフェ（コンセプトカフェ）
- 7F：パークスホール（多目的ホール）
- 7F：KEYUCA（インテリア雑貨店）
- 7F：リトルおやつタウン Namba（おやつカンパニーが運営するテーマパーク）
- 6F：namco（アミューズメントパーク）
- 5F：ヴィレッジヴァンガード、new style
- 5F：ABCクッキングスタジオ、abc kids、Bodies
- 5F：Books&Culture KuLaSu season（旭屋書店・産経学園・マザー牧場のショップなどが入居）
- 5F：Francfranc DESIGN FOR LIFE
- 5 - 2F：なんばパークス立体駐車場[注釈 4]
- 4F：スーパースポーツゼビオ（スポーツ用品店）
- 4F：南海ターミナルビル屋上駐車場・スイスホテル南海大阪・なんば高速バスターミナル連絡通路
- 3 - 1F：なんばパークス T-Terrace by TAKASHIMAYA GROUP[注釈 5]
- 2 - 1F：コムサイズム
- 2F：BAGEL&BAGEL
- 2F：キャニオンストリート・キャニオンコート・グレイシアコート（いずれも建築基準法上の有効空地）
- 2F：インフォメーション・パークスカードカウンター、フロントインフォメーションブース
- 2F：ヤマダデンキLABI1 なんば連絡通路、南海なんば駅2F中央口・2F南口連絡通路
- 2F：大阪球場ピッチャーズプレート・ホームベースプレート
- 1F：TOYS "Я" US SELECT
- 1F：ぐるめスタジアム（中央競馬開催日のみ営業するフードコート）
- 1 - B2F：ウインズ難波[注釈 6]
- B1F：なんばパークス駐輪場（ミニバイク収容可、但し3輪タイプなどコンベアの利用できない車種は収容不可）
- B2F：なんばパークス地下駐車場（機械式駐車場）[注釈 7]

#### かつて入居していた主な施設
- 浪花麺だらけ (7F)
- ご当地フードパーク コバランチ（ナムコが運営するフードコート型ご当地フードテーマパーク。「浪花麺だらけ」跡に入居）
- なんばクリエイターファクトリー (6F)
- スポーツオーソリティ (6F - 4F)
- パークスラジオパラダイスMBS（MBSラジオのサテライトスタジオ。通称「PaRaPara Studio」）(1F)
- in The ROOM（丸井グループの家具・雑貨店）(4F)

### パークスタワー
なんばパークスには、高さ149.65m、地上30階・地下3階のオフィスビル「パークスタワー」が隣接しており、通販生活の「カタログハウスの店」などのほか、大阪府立大学の社会人向けサテライト教室、法律事務所の弁護士法人アディーレ法律事務所、コンビニエンスストア、薬局、医院などが入居している。
なお、パークスタワーは2期目としての構想もあったが（パークス3期事業）、最終的には分譲マンション（ザ・なんばタワー）になった。

### なんばパークス サウス

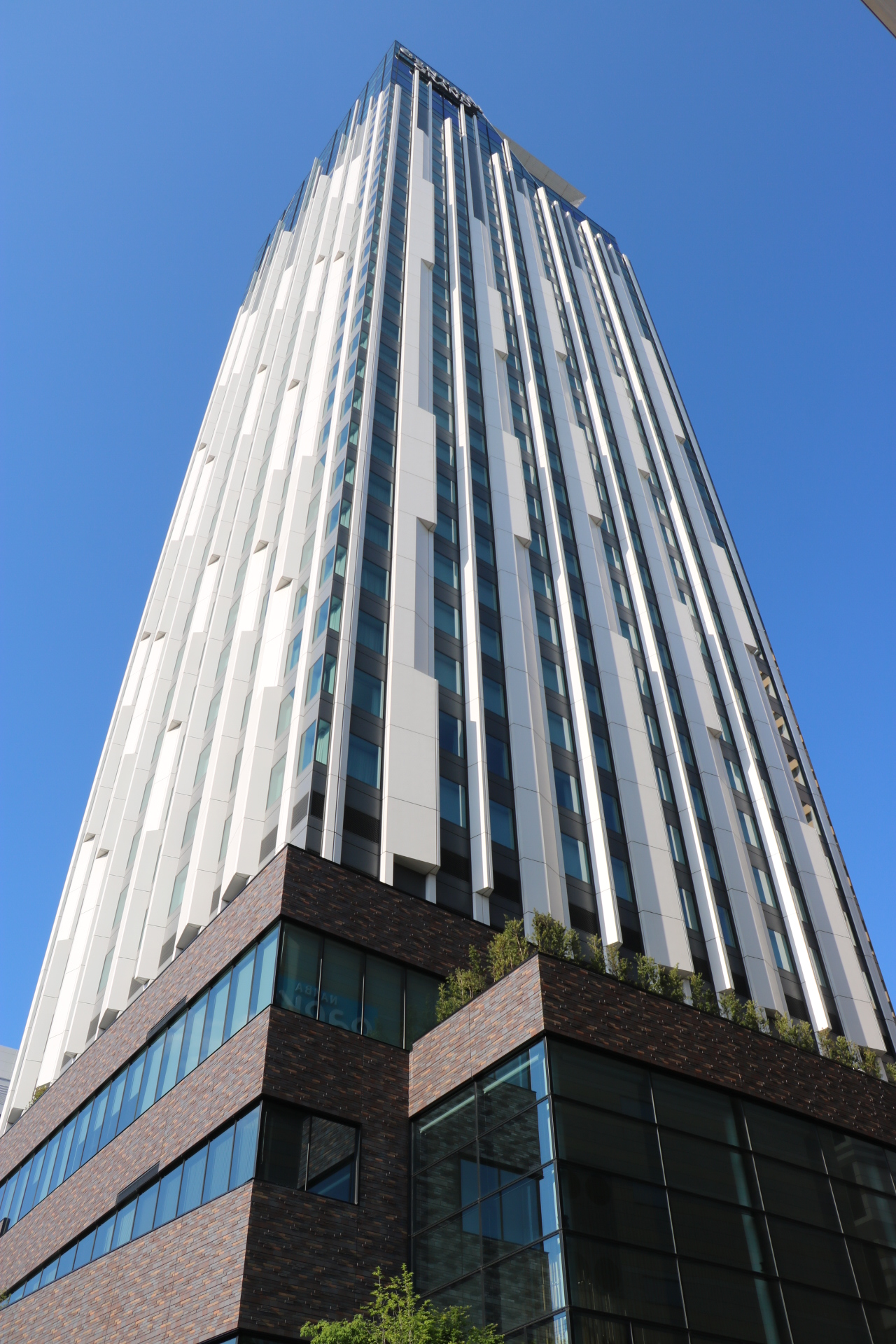
センタラグランドホテル大阪

2023年7月1日（ホテル京阪 なんば グランデは2023年3月25日に先行開業）に開業する新街区。
上質なくつろぎ時間と新しい消費体験の提供をコンセプトとした商業エリアとハイグレードオフィスビルの「パークス サウス スクエア」、タイ発のラグジュアリーホテルでセンタラホテルズ＆リゾーツの日本進出第一号となる「センタラグランドホテル大阪」、エシカル・より魅力あるホテル・サードプレイスの3つのキーワードを掲げるホテル京阪の「ホテル京阪 なんば グランデ」で構成される。

## 交通
- 南海 難波駅より徒歩すぐ（駅コンコースと直結）
- Osaka Metro
  - 御堂筋線 なんば駅（南改札口）より徒歩約7分
  - 千日前線 なんば駅より徒歩約8分
  - 四つ橋線 なんば駅（北改札口）より徒歩9分
- 近鉄・阪神 大阪難波駅（東改札口）より徒歩約9分
- JR西日本 JR難波駅（北出口）より徒歩約11分[17]